# Jan Biegański
Jan Biegański, né le 4 décembre 2002 à Gliwice en Pologne, est un footballeur polonais qui joue au poste de milieu défensif au Sivasspor.

## Biographie

### En club
Né à Gliwice en Pologne, Jan Biegański est notamment formé par le GKS Tychy. Il joue son premier match en professionnel avec ce club lors d'une rencontre de championnat face au Raków Częstochowa, le 14 mai 2018. Il entre en jeu à la place de Edgar Bernhardt (en) et son équipe s'incline par trois buts à zéro. Le 24 novembre 2018, Biegański entre en jeu lors du derby face au GKS Katowice, en championnat. Son équipe s'impose par quatre buts à zéro et il porte pour la première fois le brassard de capitaine ce jour-là, ce qui fait de lui le plus jeune capitaine de l'histoire du GKS Tychy à 15 ans et 355 jours.
Le 27 juin 2020, Biegański inscrit son premier but en professionnel lors d'une rencontre de championnat face à l'Olimpia Grudziądz. Il est titularisé et participe à la victoire de son équipe par quatre buts à zéro.
En janvier 2021, Jan Biegański rejoint le Lechia Gdańsk. Le transfert est annoncé dès le 16 décembre 2020 et il signe un contrat courant jusqu'en juin 2025,. Il joue son premier match sous ses nouvelles couleurs le 30 janvier 2021 face au Jagiellonia Białystok, en championnat. Il entre en jeu à la place de Jarosław Kubicki et son équipe est battue par deux buts à zéro.
Le 26 août 2022, Biegański est prêté à son ancien club, le GKS Tychy.
Lors de l'été 2023, Biegański fait son retour au Lechia Gdańsk.
Le 16 août 2024, Jan Biegański prend la direction de la Turquie en signant en faveur de Sivasspor. Il signe un contrat de trois ans, soit jusqu'en juin 2027.

### En sélection
Jan Biegański représente l'équipe de Pologne des moins de 17 ans de 2018 à 2019. Avec cette sélection il joue un total de onze matchs et marque un but.